# チュラチョームクラーオ勲章
チュラチョームクラーオ勲章とは1873年にチャクリー王朝創設90周年を記念してラーマ5世によって創設されたタイの勲章である。正式名称は "เครื่องราชอิสริยาภรณ์จุลจอมเกล้า" 英語では "The Most Illustrious Order of Chula Chom Klao" である。チュラチョームクラオとはラーマ5世のタイ語における通称である。
受勲者には、元タイ首相であり、枢密院議長を務めたプレーム・ティンスーラーノン大将らがいる。タイ国籍の平民が下賜される勲章としては最高級の勲章である。

## 等級
等級は男性は3等級に分かれ、女性は4等級に分かれている。さらにその等級も分かれており、すべてを合わせて以下の8つの勲章が存在する。
- - 勲特等ナイト・グランド・コルドン (ปฐมจุลจอมเกล้าวิเศษ, Knight Grand Cordon Special Class, 略称ม.จ.ว.）・・・無制限、男性のみ
- - 勲一等ナイト／デイム[1]・グランド・クロス (ปฐมจุลจอมเกล้า, Knight Grand Cross Fisrt Class, 略称ป.จ.) ・・・30セット／20セット[1]
- - 勲二特等ナイト／デイム[1]・グランド・コマンダー (ทุติยจุลจอมเกล้าวิเศษ, Knight Grand Commandar Second Class Higher Grade, 略称ท.จ.ว.) ・・・200セット／100セット[1]
- - 勲二等ナイト／デイム[1]・コマンダー (ทุติยจุลจอมเกล้า, Knight Commandar Second Class Lower Grade, 略称ท.จ.) ・・・250個／100個[1]
- - 勲三特等グランド・コンパニオン (ตติยจุลจอมเกล้าวิเศษ, Grand Companion Third Class Higher Grade, 略称ต.จ.ว.) ・・・250個
- - 勲三等コンパニオン (ตติยจุลจอมเกล้า, Companion Third Class Lower Grade, 略称ต.จ.) ・・・200個／250個[1]
- -（勲三等）ジュニア・コンパニオン (ตติยานุจุลจอมเกล้า, Junior Companion, 略称ต.อ.จ.) ・・・100個
- - 勲四等メンバー (จตุตถจุลจอมเกล้า, Member Fourth Class, 略称จ.จ.) ・・・150個（女性にのみ下賜）

## デザイン

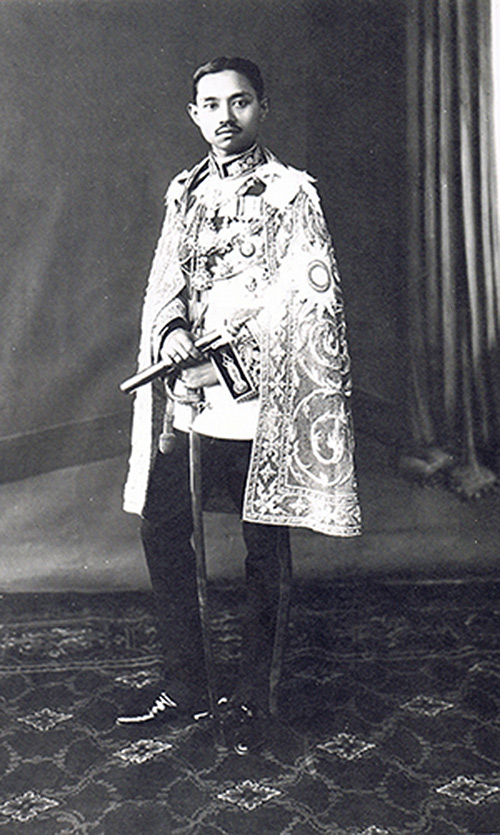
勲特等チュラチョームクラーオ勲章を着用したラーマ7世

いずれもラーマ5世の誕生日である水曜日の色とされるピンクが用いられている。

## 称号
平民女性の場合、既婚者で勲一等あるいは勲二特等を下賜された場合、タンプーイン (ท่านผู้หญิง) を称号として用いる。平民女性の既婚者で勲二等未満を下賜された場合クンイン (คุณหญิง) を称号として用いる。未婚者の場合はいずれの勲章を下賜されてもクン (คุณ) を称号として用いる。ただし、王族でモムラーチャウォン以下の下級王族である場合は既婚未婚にかかわらず、勲一等あるいは勲二特等を下賜された場合はタンプーインを称号として用いる。

## 世襲
チュラチョームクラオ勲章は男系で世襲するものとなっており、受勲された人物の長男あるいは、長男が「不適切」な場合にはその次男が受け継ぎ、孫の代まで世襲できる。ただし、世襲できるのは勲二等以上を下賜された家のみで、また、子の代では勲三等コンパニオン、孫の代ではジュニア・コンパニオンと順に下っていくものとなっている。